# Anh Tú (sinh 1962)
Anh Tú (20 tháng 1 năm 1962 – 20 tháng 12 năm 2018), tên khai sinh là Phạm Anh Tú, là một diễn viên và đạo diễn sân khấu người Việt Nam. Ông được biết đến qua nhiều vai diễn trong các vở kịch như Vũ Như Tô, Macbeth, Rừng trúc. Ông tham gia lĩnh vực truyền hình và điện ảnh từ thập niên 1990 với các phim như Của để dành, Đàn trời, Ánh sáng trước mặt.

## Tiểu sử
Anh Tú, tên khai sinh là Phạm Anh Tú, sinh ngày 20 tháng 1 năm 1962 tại Phú Xuyên, Hà Nội, là con cả trong một gia đình có ba anh em trai. Ông tốt nghiệp khoa diễn viên năm 1981 tại trường Đại học Sân khấu – Điện ảnh Hà Nội. Sau khi Nhà hát Tuổi trẻ được thành lập, nghệ sĩ nhân dân Phạm Thị Thành (lúc này là phó giám đốc nhà hát) mở cuộc thi tuyển sinh. Anh Tú đã trúng tuyển khóa đầu tiên cùng Lê Khanh, Lan Hương, Minh Hằng, Chí Trung. Khi công tác tại nhà hát, Anh Tú được khán giả biết đến với nhiều vai diễn sân khấu như Trần Cảnh trong Rừng trúc (Nguyễn Đình Thi), Macbet trong Macbeth (Shakespeare), Tể tướng trong Âm mưu và tình yêu (Sile), Vũ Như Tô trong Vũ Như Tô (Nguyễn Huy Tưởng).  Ông còn gây ấn tượng với khán giả qua nhiều vai diễn truyền hình trong các bộ phim như Của để dành, Đàn trời, Chiều ngang qua phố cũ, Ánh sáng trước mặt. Ông cũng từng từ chối nhiều vai diễn truyền hình để tập trung cho công việc sân khấu.
Ngoài vai trò diễn viên, sau khi tốt nghiệp Khoa Đạo diễn tại trường Đại học Sân khấu – Điện ảnh năm 2004, Anh Tú đã dàn dựng thành công nhiều vở diễn chính kịch, được giới chuyên môn đánh giá cao như Lâu đài cát, Tai biến, Biệt đội báo đen, Bão tố Trường Sơn. Từ năm 1997 đến năm 2013, ông giữ chức Trưởng đoàn Kịch I Nhà hát Tuổi trẻ. Năm 2013, ông được bổ nhiệm Phó Giám đốc phụ trách nghệ thuật của Nhà hát Kịch Việt Nam. Đến ngày 3 tháng 4 năm 2018, ông được bổ nhiệm làm Quyền Giám đốc Nhà hát Kịch Việt Nam.
Năm 2008, ông đoạt giải Đạo diễn xuất sắc tại Liên hoan Sân khấu thử nghiệm toàn quốc lần thứ nhất. Năm 2015, ông đoạt giải Đạo diễn xuất sắc tại Cuộc thi Nghệ thuật Sân khấu chuyên nghiệp toàn quốc. Anh Tú đã được nhà nước Việt Nam tặng danh hiệu Nghệ sĩ ưu tú vào năm 2001, danh hiệu Nghệ sĩ nhân dân và Huân chương Lao động hạng Nhì vào năm 2016. Ngày 20 tháng 12 năm 2018, ông qua đời tại Bệnh viện Nhiệt đới Trung ương, thành phố Hà Nội, hưởng dương 56 tuổi.

## Đời tư
Hai người em trai của ông đều lập gia đình sớm. Nhưng ông ngoài 40 tuổi mới lập gia đình với vợ sinh năm 1974. Vợ chồng nghệ sĩ Anh Tú quen nhau qua một người bạn họa sĩ. Sau 6 tháng tìm hiểu, hai người tiến tới hôn nhân. Hai người có với nhau 1 người con trai sinh năm 2004.

## Tác phẩm
| Năm  | Tên phim               | Vai diễn | Đạo diễn                        | Chú | Nguồn         |
| ---- | ---------------------- | -------- | ------------------------------- | --- | ------------- |
| 1998 | Của để dành            | Thanh    | Đỗ Thanh Hải                    |     | [ 7 ] [ 8 ]   |
| 2012 | Đàn trời               | Tuệ      | Bùi Huy Thuần                   |     | [ 9 ] [ 10 ]  |
| 2015 | Ánh sáng trước mặt     | Ông Hội  | Nguyễn Danh Dũng, Trần Hoài Sơn |     | [ 11 ] [ 12 ] |
| 2016 | Chiều ngang qua phố cũ | Thành    | Trịnh Lê Phong                  |     | [ 13 ] [ 14 ] |

## Khen thưởng
- Huân chương Lao động hạng Nhì.
- Huân chương Lao động hạng Ba.